# Брайън Дъфи
Браян Дъфи (на английски: Brian Duffy) е американски тест пилот и астронавт на НАСА, участник в четири космически полета.

## Образование
Браян Дъфи завършва колежа Rockland High School в Плимът, Масачузетс през 1971 г. През 1975 г. се дипломира като бакалавър по математика в Академията на USAF, Колорадо Спрингс, Колорадо. През 1981 г. става магистър по системен мениджмънт в университета на Южна Каролина.

## Военна кариера
Браян Дъфи става пилот през 1976 г. През 1979 г. преминава курс на обучение на F-15 Игъл. През 1982 г. завършва школа за тест пилоти. Назначен е за Директор на експериментална програма за развитие на тежкия изтребител F-15 Игъл. В кариерата си има над 5000 полетни часа на повече от 25 различни типа самолети.

## Служба в НАСА
Браян Дъфи е избран за астронавт от НАСА на 4 юни 1985 г., Астронавтска група №11. През юли 1986 г. завършва общия курс на обучение. Той е взел участие в четири космически полета.

### Полети
| Космически полети на Браян Дъфи                        | Космически полети на Браян Дъфи | Космически полети на Браян Дъфи | Космически полети на Браян Дъфи | Космически полети на Браян Дъфи | Космически полети на Браян Дъфи      | Космически полети на Браян Дъфи |
| №                                                      | Дата                            | КК                              | Емблема на мисията              | Функции                         | Продължителност                      |                                 |
| ------------------------------------------------------ | ------------------------------- | ------------------------------- | ------------------------------- | ------------------------------- | ------------------------------------ | ------------------------------- |
| 1                                                      | 24 март 1992                    | „Атлантис“, мисия STS-45        |                                 | Пилот                           | 8 денонощия 22 часа 09 мин. 28 сек.  |                                 |
| 2                                                      | 21 юни 1993                     | „Индевър“, мисия STS-57         |                                 | Пилот                           | 9 денонощия 23 часа 44 мин. 54 сек.  |                                 |
| 3                                                      | 11 януари 1996                  | „Индевър“, мисия STS-72         |                                 | Командир                        | 8 денонощия 22 часа 01 мин. 47 сек.  |                                 |
| 4                                                      | 11 октомври 2000                | „Дискавъри“, мисия STS-92       |                                 | Командир                        | 12 денонощия 21 часа 43 мин. 47 сек. |                                 |
| Сумарно време в космоса – 40 денонощия 17 часа 37 мин. |                                 |                                 |                                 |                                 |                                      |                                 |

## Награди
- Медал за похвална служба;
- Медал за отлична служба;
- Летателен кръст за заслуги;
- Медал за похвална служба на USAF;
- Медал за похвала на USAF;
- Медал на НАСА за участие в космически полет (4).